# Al-Nasr (Salalah)
El Al-Nasr Sports, Cultural, and Social Club, conocido simplemente como Al-Nasr, es un equipo de fútbol de Omán que juega en la Liga Omaní de Fútbol, la liga de fútbol más importante del país.

## Historia
Fue fundado en el año 1970 en la ciudad de Salalah, iniciando como un grupo que organizaba partidos de fútbol playa, pero las aspiraciones del equipo fueron en aumento, hasta que nació en 1970. Su nombre en árabe significa la victoria, como otros equipos de los países vecinos. El equipo creció a tal punto que cuenta con representaciones en varios deportes, como hockey sobre hierba, voleibol, balonmano, baloncesto, bádminton y squash.
Es uno de los equipos más exitosos del Sultanato de Omán al tener 5 títulos de liga y 4 torneos de Copa. Cuenta con una rivalidad de ciudad con el Dhofar Club.
A nivel internacional ha participado en 5 torneos continentales, donde nunca ha podido avanzar más allá de los cuartos de final.
Descendió en la Temporada 2010-11 al quedar en la última posición entre 14 equipos.

## Palmarés
- Liga Omaní de Fútbol: 5

1980, 1981, 1989, 1998, 2004
- Copa del Sultan Qaboos: 4

1995-96, 2000-01, 2002-03, 2005-06
- Super Copa de Omán: 0
  - Finalista: 1

2002
- Copa de la Liga de Omán: 1

2016

## Participación en competiciones de la AFC
- Liga de Campeones de la AFC: 1 aparición

2003 - Primera ronda clasificatoria
- Copa de Clubes de Asia: 1 aparición

1991 - Fase de grupos
- Copa de la AFC: 2 apariciones

2006 - Cuartos de final
2019 - Playoff
- Recopa de la AFC: 1 aparición

1997 - Cuartos de final

## Jugadores

### Jugadores destacados
- Ali Al-Habsi
- Mohammed Khamis
- Salim Said
- Said Al-Shoon
- Nabil Ashoor
- Hussain Mustahil
- Ashraf Bait Taysir
- Meyer Carlos de Camargo Júnior
- Abdullah Msheleh
- Ben Teekloh
- Mohammed Mubarek Al Hinai
- Mohammed Al-Mashaikhi
- Fawzi Bashir
- Hashim Saleh
- Haitham Tabook
- Etienne Bito'o
- Mohammed Al-Kathiri
- Majdi Fatah
- Ghulam Khamis
- Ismail Abdul-Latif
- Youssef Chahrout
- Daniel Baldi